# Diego Ifrán
Diego Ifrán, född 8 juni 1987, är en uruguayansk fotbollsspelare, som för närvarande spelar för CA Peñarol i Uruguay. Han spelar oftast som anfallare. Han har tidigare spelat för CA Fénix, Danubio FC, och RC Deportivo de La Coruña, Real Sociedad och CD Tenerife.